# HD81772
HD81772 — хімічно пекулярна зоря спектрального класу A9, що має видиму зоряну величину в смузі V приблизно  8,8.
Вона  розташована на відстані близько 46593,8 світлових років від Сонця.